# Eels
Eels (também escrito como EELS ou The EELS) é uma banda de rock americana formada pelo cantor e compositor Mark Oliver Everett, apelidado como "Mr. E", ou apenas "E", que é conhecido por escrever músicas intensamente pessoais e profundas, tratando sobre temas como a morte, perturbações mentais, solidão e amores não correspondidos.
Eels aparecem em diversas trilhas sonoras, inclusive nos três filmes do Shrek mais o especial de natal, além de ter contribuído com músicas para Futurama, Scrubs, Holes, The O.C., Hellboy II, Chuck, Beleza Americana, Pânico 2 e Sim Senhor.
Os outros membros da banda mudam com certa frequência. Os shows ao vivo incluem novo material, interpretações de canções antigas e suas versões originais.

## História

### Carreira solo
Mark Oliver Everett é filho do físico Hugh Everett III (já falecido), que deu origem à teoria da interpretação de muitos mundos em mecânica quântica. Seu filho porém, não tinha o mínimo interesse sobre esses assuntos. Quando criança, tinha muita afeição por instrumentos de brinquedo; paixão que permaneceu mesmo no futuro, já que brinquedos são constantemente usados como parte das músicas da banda.
Quando maior no colegial, Mark Everett não se dava muito bem com seus colegas e passou a se aprofundar na música. Aos 19, encontrou seu pai com 51 anos morto em sua cama, devido a um ataque do coração, provavelmente causado pelo excesso de fumo e bebidas alcoólicas.
Nesta época ele passou por diversas bandas, como "The Toasters", e em 1985 lançou, influenciado pelo folk lo-fi, seu primeiro álbum solo ("Bad Dude in Love"), que se limitou apenas a 500 cópias. O pseudônimo "E", usado por ele antigamente para não confundi-lo com o seu pai, foi usado como seu nome artístico para as gravações. 
Em 1987 Everett se mudou com sua família de Virgínia e se reinstalou na Califórnia. Lá ele começou sua carreira musical com dois maiores álbuns: "A Man Called E" e "Broken Toy Shop", e em 1993 ele começa uma colaboração com o baterista Jonathan "Butch" Norton.

### A criação da banda
Após seus álbuns solo, "E" procurou explorar mais seu lado roqueiro na música através de uma banda. The Eels foi oficialmente fundada quando Butch e E conhecem Tommy Walter. Em 1996 a banda lança seu primeiro álbum, "Beautiful Freak", uma melancólica gravação pop com letras atormentadas e introspectivas. Musicalmente, havia uma grande dimensão de características e estilos diferentes, incluindo uma certa influência do grunge num formato menos underground. 
O grupo fez tours extensivamente para dar suporte ao álbum em 1996 e 1997, tocando em alguns festivais. "Novocaine for the Soul", "Susan's House" e "Your Lucky Day in Hell" tiveram um modesto sucesso nacional e internacional. "My Beloved Monster" acabou fazendo parte da trilha sonora de Shrek. Duas outras músicas também foram usadas em séries televisivas de pouco sucesso.
Walter depois saiu da banda, ou foi demitido, segundo algumas especulações.

### A tragédia e o sucesso
Depois de Beautiful Freak, Everett enfrenta uma das piores crises de sua vida. Diversos amigos morrem. A sua irmã, Elizabeth, que tinha graves problemas de esquizofrenia, comete suicídio em 1996, e em 1998 sua mãe, Nancy Everett, morre com câncer no pulmão. Anos depois, uma prima também iria falecer num acidente de avião. Presenciando a morte de todos e estando sem o pai, mãe e irmã, Everett acabaria por se tornar o único membro vivo de sua família. 
Em vez de desistir de sua carreira e se entregar a suas crises existenciais, "E" prefere continuar o seu trabalho mesmo com o peso da morte na sua consciência. Transcrevendo suas dores em suas composições, ele resolve transformar a tragédia no seu ímpeto para gravar o álbum que é considerado o "magna opus" do Eels: "Electro-Shock Blues", com letras extremamente mórbidas e obscuras. A partir daí, a banda decide deixar o rock distorcido um pouco de lado e definir com mais maturidade a marca registrada de seu som, uma mistura de melodias leves com algumas nuances de experimentalismo.
Este lançamento, com um som que ao mesmo tempo que é calmo e melodioso também é extremamente desregulado e caótico, varia entre uma furiosa infatigabilidade, humor negro e autêntico desespero contundente, que acaba sendo unanimemente bem aceito pela crítica e o impulsiona, em 2000, a fazer outro álbum bem sucedido, "Daisies of the Galaxy", que era justamente o oposto do anterior, com melodias alegres, calmas e esperançosas. 
Apenas um ano depois, com o álbum "Souljacker", a banda volta para um rock mais agitado com experimentações eletrônicas, junto com o disco bônus Rotten World Blues EP
. Butch sai da banda em 2003, na produção da "Shootenanny!", com composições mais acústicas e rurais.

### Últimos trabalhos
Por enquanto, um dos últimos trabalhos dos Eels foi o álbum duplo lançado em abril de 2005, Blinking Lights and Other Revelations, e tem um enfoque dado à religiões. O detalhe fica por conta das composições mais alegres e simples, ao estilo de Daisies of the Galaxy.
Em 2008 também é lançado Meet the Eels: Essential Eels Vol. I , uma coletânea dos singles de todos os álbuns da banda, e Useless Trinkets, outra coletânea contendo inúmeras raridades, b-sides, e músicas que nunca foram lançadas.
Em março de 2009 foi anunciado no site oficial o lançamento de um novo disco, Hombre Lobo, que saiu no segundo dia de junho. Com este álbum, bem aceito pela crítica, a banda apresenta canções com uma pegada mais rock'n roll, flertando entre o blues e o hard rock.
No início do ano de 2010 saiu End Times, um álbum soturno e com melodias tristes que revela os sentimentos pós separação numa relação amorosa. Teve como single a canção A Line in the Dirt. Videos das músicas Little Bird, In My Younger Days e Unhinged foram postados no canal oficial do EELS no youtube. O álbum foi, em geral, muito bem recebido pela crítica. Faz parte de uma trilogia de álbuns conceituais, editados todos num espaço de tempo curto, começando no Hombre Lobo e acabando no álbum que saiu em agosto de 2010, Tomorrow Morning.
Em 24 de agosto de 2010 saiu Tomorrow Morning que ao contrário de End Times é alegre e otimista. Perguntado o porquê do título Tomorrow Morning, o líder da banda respondeu: -“Enquanto houver um amanhã de manhã, tudo é possível”.

## Influências musicais
Não é possível definir especificamente um único gênero para o Eels. O estilo das músicas geralmente envolve temas rurais, com harmoniosas melodias pop puxadas para o folk e o country, sendo que o acústico costuma predominar mais. Porém também existem outras influências que se mesclam junto do geral, como a voz rouca e as guitarras distorcidas características do grunge, experimentos eletrônicos, colagens de som típicas da música industrial, batidas downtempo do trip hop e até algumas mixagens inspiradas no hip hop. Alguns críticos colocam também a banda dentro do rótulo indie rock.
Everett é um mestre em gravações de estúdio, e os seus trabalhos tanto a solo quanto junto com a colaboração do grupo sempre foram bem aceitas pela crítica devido à sua inovação, combinando diversos instrumentos e estilos diferentes. Com a ajuda dos colaboradores da banda, além do violão, da guitarra e do piano, algumas músicas também dividem espaço com vozes líricas, flautas, clarinetes, trompetes, xilofones, violinos, órgãos,  saxofones entre outros, para dar um apoio à melodia princípal. Além disso, é usado muitas vezes elementos eletrônicos como sintetizadores e outros instrumentos "não convencionais", como brinquedos, apitos, bumbos de marcha, entre outros. 
No show de 2000, Oh What a Beautiful Morning, a banda também se apresentou ao vivo ao lado de integrantes de uma orquestra sinfônica, mostrando inclusive algumas adaptações voltadas para o jazz.

## Polêmicas
Durante sua trajetória, Everett se tornou conhecido por ser um criador de problemas. Tommy Walter havia dito que não conseguiu suportar a personalidade negativa de "E", e Butch disse que saiu por problemas financeiros com o mesmo. A banda também procurou se afastar o quanto pudesse de entrevistas ou exposições na mídia que ultrapassassem a função de apresentar suas canções. Quando pediram para Everett criar uma citação na publicação do diário de Kurt Cobain, ele respondeu: "Por favor, não peça para que eu faça isso depois que eu me matar". 
Na Austrália, quando foi perguntado sua motivação para fazer música, ele respondeu "Heroína", mesmo que nunca a tenha usado. Todas as perguntas da entrevista eram respondidas dessa mesma forma. Era a mesma estratégia que Kurt adotava quando não queria dar entrevistas, usando a sarcástica resposta "Eu me odeio e quero morrer".

## Discografia

### Álbuns da banda
- Beautiful Freak (1996)
- Electro-Shock Blues (1998)
- Daisies of the Galaxy (2000)
- Souljacker (2001)
- Shootenanny! (2003)
- Blinking Lights and Other Revelations (2005)

- Trilogia lo-fi:
  - Hombre Lobo (2009)
  - End Times (2010)
  - Tomorrow Morning (2010)

- Wonderful, Glorious (2013)
- The Cautionary Tales of Mark Oliver Everett (2014)

### Álbuns a solo
- Bad Dude in Love (1985)
- A Man Called E (1992)
- Broken Toy Shop (1993)
- I Am the Messiah (2002)
- Levity (2003)

### Singles
- "Hello Cruel World" (1992)
- "Nowheresville" (1992)
- "Novocaine for the Soul" (1997)
- "Susan's House" (1997)
- "Your Lucky Day in Hell" (1997)
- "Last Stop: This Town" (1998)
- "Cancer for the Cure" (1998)
- "Mr. E's Beautiful Blues" (2000)
- "Flyswatter" (2000)
- "Souljacker Part 1" (2001)
- "Hey Man (Now You're Really Living)" (2005)
- "That Look You Give That Guy" (2009)
- "A Line in the Dirt" (2010)
- "Spectacular Girl" (2010)
- "Baby Loves Me" (2010)